# 蓬姓
蓬姓是一個中文姓氏之一，在《百家姓》中排232名。

## 姓氏起源
1. 出自姬姓，以地為姓。根據《萬姓通譜》記載，西周初期，週天子封其支子於蓬州，後人就以「蓬」為姓
2. 以植物名為姓，根據《姓氏考略》記載：春秋時期，晉國有位姓蓬名球的人，據說是北海人，古時的北海市今日山東省的北邊，煙台蓬萊一帶，生活在長滿蓬草的森林，故以居住地特徵為姓氏，稱「蓬姓」，是現今蓬姓的主要源流。

## 郡望
- 北海郡
- 長樂郡

## 歷代名人
- 蓬球：汉朝北海人，见《酉阳杂爼》
- 蓬化文：山東人，曾經在九一八事變後，倡導抗日。 國共內戰後，隨國民政府遷至台灣。

## 延伸阅读
[在维基数据编辑]
 《百家姓》
 《欽定古今圖書集成·明倫彙編·氏族典·蓬姓部》，出自陈梦雷《古今圖書集成》